# Tour Ling Long
Pour les articles homonymes, voir Ling et Long.
 (novembre 2012).
Si vous disposez d'ouvrages ou d'articles de référence ou si vous connaissez des sites web de qualité traitant du thème abordé ici, merci de compléter l'article en donnant les références utiles à sa vérifiabilité et en les liant à la section « Notes et références ».
La Tour Ling Long (en anglais Ling Long Tower, en chinois : 玲珑塔) est une tour située à Pékin dans le parc olympique Olympic Green. Elle a été créée en 2008 pour les Jeux olympiques de Pékin, durant lesquels elle a abrité les studios de plusieurs émissions sportives. On peut citer France Télévisions, Télévision de Radio-Canada/CBC, Televisa, TV Azteca, NBC et la BBC. En chinois « Ling Long » (玲珑) signifie raffiné, la tour Ling Long se traduit par la tour raffinée.

## Description
Il s'agit d'une structure de plan triangulaire comportant 6 niveaux distincts.